# キルギスの首相
キルギスの首相（キルギスのしゅしょう、キルギス語: Кыргыз Республикасынын Министрлер Кабинетинин төрагасы）は、キルギスにおける政府の長である。2021年5月5日、憲法改正に伴い首相級の役職として閣僚会議議長が新たに設置された。
議会の承認に基づき大統領が首相を任命する。

## キルギスの首相一覧

### キルギス自治社会主義ソビエト共和国
| 代 | 肖像 | 氏名                     | 就任          | 退任          | 所属政党     |
| -- | ---- | ------------------------ | ------------- | ------------- | ------------ |
| 1  |      | ユスプ・アブドラフマノフ | 1927年3月12日 | 1933年9月27日 | 全連邦共産党 |
| 2  |      | バヤルィ・イサケーフ     | 1933年9月27日 | 1937年3月24日 | 全連邦共産党 |

### キルギス・ソビエト社会主義共和国
| #  | 肖像 | 氏名                           | 就任           | 退任           | 所属政党       |
| -- | ---- | ------------------------------ | -------------- | -------------- | -------------- |
| 3  |      | バヤルィ・イサケーフ           | 1937年3月24日  | 1937年9月8日   | キルギス共産党 |
| 4  |      | ムラト・サリホフ               | 1937年9月8日   | 1938年2月15日  | キルギス共産党 |
| 5  |      | イスマイル・アブジャロフ       | 1938年2月15日  | 1938年4月27日  | キルギス共産党 |
| 6  |      | イヴァン・レブロフ             | 1938年4月27日  | 1938年7月20日  | キルギス共産党 |
| 7  |      | トゥラバイ・クラトフ           | 1938年7月20日  | 1945年11月14日 | キルギス共産党 |
| 8  |      | イスハク・ラズザコフ           | 1945年11月14日 | 1950年7月10日  | キルギス共産党 |
| 9  |      | アブドゥイ・スエルクロフ       | 1950年7月10日  | 1958年3月6日   | キルギス共産党 |
| 10 |      | カズィ・ディカンバエフ         | 1958年3月6日   | 1961年5月10日  | キルギス共産党 |
| 11 |      | ボロト・マンベトフ             | 1961年5月10日  | 1968年1月23日  | キルギス共産党 |
| 12 |      | アフマトベク・スユンバエフ     | 1968年1月23日  | 1978年12月22日 | キルギス共産党 |
| 13 |      | スルタン・イブライモフ         | 1978年12月22日 | 1980年12月4日  | キルギス共産党 |
| 14 |      | ピョートル・ホドス             | 1980年12月4日  | 1981年1月14日  | キルギス共産党 |
| 15 |      | アルスタンベク・ドゥイシェーフ | 1981年1月14日  | 1986年5月20日  | キルギス共産党 |
| 16 |      | アパス・ジュマグロフ           | 1986年5月20日  | 1991年1月22日  | キルギス共産党 |

### キルギス共和国 (1991-現在)
| #  | 肖像 | 氏名                             | 就任           | 退任           | 所属政党             |
| -- | ---- | -------------------------------- | -------------- | -------------- | -------------------- |
| 17 |      | ナシルディン・イサノフ           | 1991年1月22日  | 1991年11月29日 | 無所属               |
| 18 |      | アンドレイ・ヨルダン             | 1991年11月29日 | 1992年2月10日  | 無所属               |
| 19 |      | トゥルシンベク・チンギシェフ     | 1992年2月10日  | 1993年12月13日 | 無所属               |
| 20 |      | アルマンベト・マツブライモフ     | 1993年12月13日 | 1993年12月14日 | 無所属               |
| 21 |      | アパス・ジュマグロフ             | 1993年12月14日 | 1998年3月14日  | 無所属               |
| 22 |      | クバヌイチベク・ジュマリエフ     | 1998年3月14日  | 1998年12月23日 | 無所属               |
| 23 |      | ボリス・シラーエフ               | 1998年12月23日 | 1998年12月25日 | 無所属               |
| 24 |      | ジュマベク・イブライモフ         | 1998年12月25日 | 1999年4月4日   | 無所属               |
| 25 |      | ボリス・シラーエフ               | 1999年4月4日   | 1999年4月12日  | 無所属               |
| 26 |      | アマンゲリドゥイ・ムラリエフ     | 1999年4月12日  | 2000年12月21日 | 無所属               |
| 27 |      | クルマンベク・バキエフ           | 2000年12月21日 | 2002年5月22日  | 無所属               |
| 28 |      | ニコライ・タナーエフ             | 2002年5月22日  | 2005年3月24日  | 無所属               |
| 29 |      | イシェンバイ・カドイルベコフ     | 2005年3月24日  | 2005年3月25日  | 無所属               |
| 30 |      | クルマンベク・バキエフ           | 2005年3月25日  | 2005年8月15日  | キルギスタン人民運動 |
| 31 |      | メデトベク・ケリムクロフ         | 2005年6月20日  | 2005年7月10日  | 無所属               |
| 32 |      | フェリックス・クロフ             | 2005年8月15日  | 2007年1月29日  | 尊厳                 |
| 33 |      | アジム・イサベコフ               | 2007年1月29日  | 2007年3月29日  | 尊厳                 |
| 34 |      | アルマズベク・アタンバエフ       | 2007年3月29日  | 2007年11月28日 | キルギス社会民主党   |
| 35 |      | イスカンデルベク・アイダラリエフ | 2007年11月28日 | 2007年12月24日 | 無所属               |
| 36 |      | イーゴリ・チュディノフ           | 2007年12月24日 | 2009年10月21日 | 輝く道               |
| 37 |      | ダニヤル・ウセノフ               | 2009年10月21日 | 2010年4月7日   | 輝く道               |
| 38 |      | アルマズベク・アタンバエフ       | 2010年12月17日 | 2011年9月23日  | キルギス社会民主党   |
| 39 |      | オムルベク・ババノフ             | 2011年9月23日  | 2011年11月14日 | キルギス共和党       |
| 40 |      | アルマズベク・アタンバエフ       | 2011年11月14日 | 2011年12月1日  | キルギス社会民主党   |
| 41 |      | オムルベク・ババノフ             | 2011年12月1日  | 2012年9月1日   | キルギス共和党       |
| 42 |      | アール・カラシェフ               | 2012年9月1日   | 2012年9月5日   | キルギス共和党       |
| 43 |      | ジャントロ・サトゥバルディエフ   | 2012年9月5日   | 2014年3月25日  | 無所属               |
| 44 |      | ジョーマルト・オトルバエフ       | 2014年3月25日  | 2015年4月23日  | アタ・メケン社会党   |
| 45 |      | テミール・サリエフ               | 2015年5月1日   | 2016年4月13日  | アクシュムカル       |
| 46 |      | ソーロンバイ・ジェーンベコフ     | 2016年4月13日  | 2017年8月22日  | キルギス社会民主党   |
| 47 |      | ムハンメトカルイ・アブルガジエフ | 2017年8月22日  | 2017年8月26日  | 無所属               |
| 48 |      | サパル・イサコフ                 | 2017年8月26日  | 2018年4月20日  | キルギス社会民主党   |
| 49 |      | ムハンメトカルイ・アブルガジエフ | 2018年4月20日  | 2020年6月16日  | 無所属               |
| 50 |      | クバトベク・ボロノフ             | 2020年6月16日  | 2020年10月9日  | 無所属               |
| 51 |      | アルマズベク・バトゥルベコフ     | 2020年10月9日  | 2020年10月14日 | 無所属               |
| 52 |      | サディル・ジャパロフ             | 2020年10月14日 | 2020年11月14日 | 無所属               |
| 53 |      | アルテム・ノビコフ               | 2020年11月14日 | 2021年2月3日   |                      |
| 54 |      | ウルクベック・マリポフ           | 2021年2月3日   | 2021年10月12日 | 無所属               |
| 55 |      | アキルベク・ジャパロフ           | 2021年10月12日 | 2024年12月16日 | 尊厳                 |
| 56 |      | アディルベク・カスィマリエフ     | 2024年12月16日 | （現職）       |                      |